# Рубиновка (Калининградская область)
Рубиновка — посёлок в Озёрском муниципальном округе Калининградской области.

## География
Находится в южной части Калининградской области, в зоне хвойно-широколиственных лесов, в пределах Виштынецкой возвышенности, при автодороге 27К-119, на расстоянии примерно 7 километров (по прямой) к западу-северо-западу от города Озёрска, административного центра района. Абсолютная высота — 120 метров над уровнем моря.

### Климат
Климат характеризуется как переходный от морского к умеренно континентальному. Среднегодовая температура воздуха — 7,7 °C. Средняя температура воздуха самого холодного месяца (января) — −2,9 °C (абсолютный минимум — −35 °C); самого тёплого месяца (июля) — 18,7 °C (абсолютный максимум — 36 °C). Годовое количество атмосферных осадков — 775 мм, из которых большая часть выпадает в тёплый период.

### Часовой пояс
Посёлок Рубиновка как и вся Калининградская область, находится в часовой зоне МСК−1. Смещение применяемого времени относительно UTC составляет +2:00.

## История
Населённый пункт на автодороге Львовское (Гудваллен) — Новостроево (Тремпен) до 1905 года носил название Дегельгиррен. В период с 1905 по 1947 годы назывался Раубен. После Второй мировой войны в 1947 году посёлку было присвоено русское название Рубиновка, и он вошел в состав Отрадновского сельского совета Озерского района, с 1963 года — в составе вновь образованного Львовского Сельсовета. В 1988 году к Рубиновке была отнесена часть упразднённого населённого пункта Кедрово (Эжергаллен).
В период с 2008 по 2014 годы Рубиновка входила в состав Красноярского сельского поселения Озёрского района, с 2014 по 2022 годы — в состав Озёрского городского округа. 
В настоящее время посёлок Рубиновка состоит лишь из той части, которая являлась деревней Эжергаллен, и с 2020 года входит в состав Озёрского муниципального округа.

## Население
| 2002 | 2010 |
| ---- | ---- |
| 2    | →2   |

### Национальный состав
Согласно результатам переписи 2002 года, в национальной структуре населения русские составляли 100 %.